# Europees kampioenschap voetbal 2008 (Groep A) Tsjechië - Portugal
Dit artikel gaat over de wedstrijd in de groepsfase in groep A tussen Tsjechië en Portugal gespeeld op 11 juni 2008 tijdens het Europees kampioenschap voetbal 2008.

## Wedstrijdgegevens

De basisopstellingen van beide landen.

| Datum                | 11 juni 2008                            | 11 juni 2008                            |
| Stadion              | Stade de Genève, Genève                 | Stade de Genève, Genève                 |
| Toeschouwers         | 29.016                                  | 29.016                                  |
| Scheidsrechter       | Kyros Vassaras                          | Kyros Vassaras                          |
| Assistenten          | Dimitris Bozatzidis Dimitris Saraidaris | Dimitris Bozatzidis Dimitris Saraidaris |
| Vierde man           | Kristinn Jakobsson                      | Kristinn Jakobsson                      |
| Man van de wedstrijd | Cristiano Ronaldo                       | Cristiano Ronaldo                       |
|                      | Tsjechië                                | Portugal                                |
| Doelpunten           | 1                                       | 3                                       |
| Gele kaarten         | 1                                       | 1                                       |
| Rode kaarten         | 0                                       | 0                                       |
| Wissels              | 3                                       | 3                                       |
| Schoten op doel      | 4                                       | 13                                      |
| Schoten naast doel   | 7                                       | 3                                       |
| Overtredingen        | 16                                      | 15                                      |
| Hoekschoppen         | 6                                       | 6                                       |
| Buitenspel           | 0                                       | 3                                       |
| Vrije trappen        | 18                                      | 16                                      |
| Strafschoppen        | 0                                       | 0                                       |
| Balbezit (tijd)      |                                         |                                         |
| Balbezit (%)         | 43                                      | 57                                      |

| Tsjechië | 1 – 3           | Portugal |
| Libor Sionko 17' | goals (assists) | 8' Deco 63' Cristiano Ronaldo 91' Ricardo Quaresma                                                                                                 |
| Karel Brückner | bondscoach      | Luiz Felipe Scolari |
| Petr Čech Zdeněk Grygera Tomáš Ujfaluši Jan Polák Tomáš Galásek 73' Marek Jankulovski 68' Libor Sionko Milan Baroš Marek Matějovský Jaroslav Plašil 85' David Rozehnal | opstellingen    | Ricardo Pereira Paulo Ferreira José Bosingwa Cristiano Ronaldo Petit 75' João Moutinho 80' Simão Sabrosa Pepe Ricardo Carvalho Deco 80' Nuno Gomes |
| Jan Koller 73' Stanislav Vlček 68' David Jarolím 85' | wissels         | 75' Fernando Meira 80' Hugo Almeida 80' Ricardo Quaresma                                                                                           |
| Jan Polák 22' | gele kaarten    | 31' José Bosingwa |
| | rode kaarten    | |

## Overzicht van wedstrijden
| Groepswedstrijden | | | |
| Groep A | Groep B | Groep C | Groep D |
| Zwitserland - Tsjechië Portugal - Turkije Tsjechië - Portugal Zwitserland - Turkije Zwitserland - Portugal Turkije - Tsjechië | Oostenrijk - Kroatië Duitsland - Polen Kroatië - Duitsland Oostenrijk - Polen Oostenrijk - Duitsland Polen - Kroatië | Roemenië - Frankrijk Nederland - Italië Italië - Roemenië Nederland - Frankrijk Nederland - Roemenië Frankrijk - Italië | Spanje - Rusland Griekenland - Zweden Zweden - Spanje Griekenland - Rusland Griekenland - Spanje Rusland - Zweden |
| Kwartfinales | | | |
| Portugal - Duitsland | Kroatië - Turkije | Nederland - Rusland | Spanje - Italië                                                                                                   |
| Halve finales | | | |
| Duitsland - Turkije | Duitsland - Turkije                                                                                                  | Rusland - Spanje | Rusland - Spanje                                                                                                  |
| Finale | | | |
| Duitsland - Spanje | | | |